# Velkommen hjem, Leila
|  | Denne artikel er oprettet af botten PalnaBot ud fra en ekstern database. Den kan derfor have sproglige fejl eller mangler. Denne skabelon kan fjernes efter kontrol af indholdet. |

Velkommen hjem, Leila er en film instrueret af Anja Dalhoff efter manuskript af Anja Dalhoff.

## Handling
Leila er en lille pige født i Danmark. Hendes far, Hassan, er indvandrer, hendes mor er psykisk syg. Leila starter sit liv på Skodsborg Observations- og Behandlingshjem, og vi følger hende og hendes fars rørende forsøg på at opbygge et nært og tillidsfuldt forhold. »Velkommen hjem, Leila« står der i marcipan på Hassans kage til den to-årige datter, den dag hun flytter fra børnehjemmet. Tre uger holder de til at være alene, far og datter, hvorefter Hassan og Leila flytter til Marokko til Hassans familie. Instruktøren Anja Dalhoff har lavet en række dokumentarfilm, der med respekt og følsomhed skildrer livet for vores samfunds mest udsatte mennesker.